# Causing a Commotion
Causing a Commotion este al doilea single al artistei americane Madonna de pe soundtrack-ul Who's That Girl, lansat pe 25 august 1987 de Sire Records. A fost inclus pe EP-ul "The Holiday Collecion" care fusese lansat pentru a acompania albumul The Immaculate Collection, album pe care nu fusese inclus.

## Informații
Melodia a fost scrisă și produsă de Madonna și Stephen Bray, colaboratorul ei principal. Versiunile care apar pe CD-ul singleului au fost remixate de Shep Pettibone.
În Statele Unite, „Causing a Commotion” a fost lansat în toamna anului 1987, debutând în Billboard Hot 100 pe locul 41, în săptămâna în care „Who's That Girl” cobora din top 10. Melodia a urcat în top, ajungând la scurt timp în top 10, oprindu-se pe locul 2, fiind oprită de singleul „Bad” a lui Michael Jackson. A stagnat pe locul 2 timp de trei săptămâni consecutive.
În Marea Britanie, singleul a fost lansat cu puțin timp înaintea începerii turneului mondial Who's That Girl Tour, și a ajuns pe locul 4. În Franța melodia nu a fost lansată, „The Look of Love” fiind al doilea și ultimul single de pe coloana sonoră. 
Madonna a intepretat melodia în turneul Who's That Girl și Blond Ambition; primul a fost difuzat live prin satelit în timpul premiilor MTV Video Music Awards din 1987. În ciuda pozițiilor bune din topuri, „Causing a Commotion” nu a fost inclus pe nicio compilație de-a Madonnei.
Melodia a fost prima folosită în seria reclamelor japoneze Mitsubishi care a folosit sloganul „Dreams Come True”. Seria începuse cu „True Blue” (1986) și s-a terminat cu „Spotlight” (1988).

## Recepția

### Performanța în topuri
Discul single s-a clasat pe locul 2 în Billboard Hot 100, fiind oprit de „Bad” să atingă prima poziție.
| Top(1987)                            | Poziția maximă |
| ------------------------------------ | -------------- |
| U.S. Billboard Hot 100               | 2              |
| U.S. Billboard Hot 100 Airplay       | 2              |
| U.S. Billboard Hot 100 Singles Sales | 2              |
| U.S. Billboard Adult Contemporary    | 37             |
| U.S. Billboard Club Play             | 1              |
| Africa de Sud                        | 3              |
| Australia                            | 7              |
| Belgia                               | 2              |
| Canada                               | 2              |
| Eurochart Hot 100                    | 3              |
| Germania                             | 14             |
| Irlanda                              | 2              |
| Israel                               | 12             |
| Italia                               | 5              |
| Japonia                              | 1              |
| Marea Britanie                       | 4              |
| Norvegia                             | 10             |
| Olanda                               | 3              |
| Spania                               | 21             |

## Tracklisting
UK 7" Single / Cassette Single / Ediție limitată 7" With Badge
1. "Causing a Commotion" (Silver Screen Single Mix) 4:05
2. "Jimmy Jimmy" (LP Version) 3:54

UK 12" Single / Ediție limitată 12" Picture Disc
1. "Causing a Commotion" (Silver Screen Mix) 6:39
2. "Causing a Commotion" (Movie House Mix) 9:44
3. "Jimmy Jimmy" (Fade) 3:39

US 7" Single
1. "Causing a Commotion" (Silver Screen Single Mix) 4:05
2. "Causing a Commotion" (Movie House Edit) 4:08

US Maxi Single
1. "Causing a Commotion" (Silver Screen Mix) 6:39
2. "Causing a Commotion" (Dub) 7:09
3. "Causing a Commotion" (Movie House Mix) 9:44
4. "Jimmy Jimmy" (LP Version) 3:54

European 5" CD Single (Re-Editat)
1. "Causing a Commotion" (Silver Screen Mix) 6:39
2. "Causing a Commotion" (Dub) 7:09
3. "Causing a Commotion" (Movie House Mix) 9:44
4. "Jimmy Jimmy" (LP Version) 3:54

## Videoclipul
Cu toate că un videoclip pentru single nu a fost lansat, interpretarea din turneul Who's That Girl din Torino, Italia a fost difuzată de MTV.